# كما قد نفكر
كُتِب مقال «كما قد نفكر» من قبل فانيفار بوش (Vannevar Bush) عام 1945، وهو صاحب رؤية ومؤثر، يتوقع العديد من جوانب مجتمع المعلومات. نُشِر المقال أول مرة في مجلة ذا أتلانتيك (The Atlantic) في يوليو 1945، وأُعيد نشره في نسخة مختصرة في سبتمبر 1945، قبل وبعد القصفين الذريين لهيروشيما وناغازاكي.
يُعبر بوش عن قلقه بشأن اتجاه الجهود العلمية نحو التدمير، بدلًا من استخدام الفهم والإدراك، ويشرح رغبته في نوع من آلة الذاكرة الجماعية بمفهومه عن الميمكس (Memex)، الذي من شأنه أن يجعل المعرفة أكثر سهولة، معتقدًا أنها ستسهم في حل هذه المشكلات. كان يأمل بوش من طريق هذه الآلة في تحويل انفجار المعلومات إلى انفجار معرفي.

## خَلق المفهوم
كانت المقالة نسخة معدلة وموسعة من مقال بوش «المكننة والسجل» (Mechanization and the Record)، التي نشرت عام 1939. وَصَف فيها آلة من شأنها أن تجمع بين تقنيات المستوى الأدنى لتحقيق مستوى أعلى من المعرفة المنظمة، مثل عمليات الذاكرة البشرية. بعد وقت قصير من نشر هذا المقال، صاغ بوش مصطلح الميمكس (Memex) في رسالة كتبها إلى محرر مجلة فورتشن (Fortune). أصبحت تلك الرسالة جسد مقالة «كما قد نفكر»، التي احتوت فقط على مقدمة وخاتمة. كما ذكر سابقًا، استندت مذكرة بوش إلى ما كان يُعتَقد في ذلك الوقت أنها تقنية متقدمة للمستقبل: بكرات ميكروفيلم فائقة الدقة مقترنة بعدة عارضات وكاميرات من طريق أدوات التحكم الكهروميكانيكية. يعكس مصطلح الميمكس (Memex) في جوهره، مكتبة للمعرفة الجماعية مخزنة في قطعة من الآلات، موصوفة في مقالته بأنها «قطعة أثاث». أعقب نشر مقال بوش في مجلة ذا أتلانتيك (The Atlantic)، نشر عدد لمجلة لايف (Life) في 10 من سبتمبر 1945، أعاد طبع رسوم توضيحية أظهرت مكتب الميمكس (Memex) المقترح والآلة الكاتبة الآلية. ناقش بوش أيضًا تقنيات أخرى، مثل التصوير الجاف والتصوير الدقيق، إذ يشرح إمكانات استخدامها في المستقبل.
على سبيل المثال، ذكر بوش في مقالته: «ينتج عن الجمع بين الإسقاط البصري وتقليل الصور بالفعل بعض النتائج في الميكروفيلم للأغراض العلمية، والإمكانيات موحية جدًا».

## إدراك المفهوم
توقعت مقالة «كما قد نفكر» إلى حد ما العديد من أنواع التكنولوجيا التي اختُرعت بعد نشرها، متضمنةً النص التشعبي (hypertext) وأجهزة الحاسوب الشخصية (PC)، والإنترنت (Internet)، وشبكة الويب العالمية (World Wide Web)، والتعرف على الكلام، والموسوعات عبر الإنترنت مثل ويكيبيديا: «ستظهر أشكال جديدة تمامًا من الموسوعات، جاهزة مع شبكة من المسارات الترابطية التي تمر عبرها، وجاهزة لإسقاطها في الميمكس (Memex) وتضخيمها هناك».
تصوَّر بوش القدرة على استرجاع عدة مقالات أو صور على شاشة واحدة، مع إمكانية كتابة تعليقات يمكن خزنها واستدعائها معًا. اعتقد أن الناس سيخلقون روابط بين المقالات ذات الصلة، ومن ثم يرسمون عملية التفكير والمسار لكل مستخدم وحفظه للآخرين لتجربته. ويكيبيديا هي أحد الأمثلة على كيفية تحقيق هذه الرؤية جزئيًا، مما يسمح لعناصر مقالة بالإشارة إلى موضوعات أخرى ذات صلة.
يقوم سجل متصفح المستخدم بتعيين المسارات المحتملة للتفاعل، على الرغم من أن هذا متاح عادةً فقط للمستخدم الذي أنشأه. أرست مقالة بوش الأساس لوسائل إعلام جديدة. صادف دوغلاس كارل إنجلبارت (Douglas Carl Engelbart) المقال بعد فترة وجيزة من نشره، ومع مراعاة لمفهوم الميمكس (Memex)، بدأ العمل الذي سينتج عنه في النهاية اختراع الماوس (Mouse)، ومعالج الكلمات (Word processor)، والرابط التشعبي (Hyperlink)، ومفاهيم الوسائط الجديدة. كانت هذه الاختراعات الرائدة مجرد تمكين للتكنولوجيا الحديثة.
اليوم، تجاوز التخزين إلى حد كبير المستوى الذي تخيله فانيفار بوش (Vannevar Bush): «يمكن اختزال الموسوعة البريطانية (Encyclopædia Britannica) إلى حجم علبة الثقاب. مكتبة من مليون مجلد يمكن ضغطها في أحد طرفي المكتب». من ناحية أخرى، ما زالت تستخدَم طرق فهرسة المعلومات التي وصفها بوش بأنها مصطنعة: «عندما يجري تخزين البيانات من أي نوع، تُرتَّب أبجديًا أو رقميًا، ويُعثَر على المعلومات من طريق تتبعها من فئة فرعية إلى فئة فرعية أخرى. يمكن أن تكون البيانات في مكان واحد فقط، ما لم تُستخدم نسخ مكررة».
يشبه هذا الوصف أنظمة الملفات الشائعة لأنظمة تشغيل الحاسوب الحديثة، مثل:FAT ،NTFS ،ext 3... عند استخدامها دون روابط صلبة وروابط رمزية، التي لا تتيح بسهولة الفهرسة الترابطية كما تخيلها بوش.

## الآفاق في استخدام العلوم
يحث بوش على أن يتجه العلماء إلى المهمة الضخمة المتمثلة في إيجاد وصول أكثر كفاءة إلى مخزن المعرفة لدينا. لقد وسعت الاختراعات لسنوات القوى الجسدية للناس بدلًا من قوى عقولهم. يُجادل بوش بأن الأدوات في متناول اليد، وإذا جرى تطويرها بنحو صحيح، ستمنح المجتمع الوصول إلى المعرفة الموروثة من العصور والسيطرة عليها. إذ يقترح أن الكمال في هذه الأدوات يجب أن يكون الهدف الأول لعلمائنا.
خلال هذه العملية، سيكون المجتمع قادرًا على التركيز والتطور بعد المعرفة الموجودة، بدلًا من التكرار من طريق الحسابات اللانهائية. يجب أن نكون قادرين على تمرير العمل الشاق للأرقام إلى الآلات والعمل على النظرية المعقدة التي تجعلها أفضل للاستخدام.
إذا كانت البشرية قادرة على الحصول على «امتياز نسيان الأشياء المتعددة التي لا تحتاج إلى الحصول عليها على الفور، مع بعض التأكيد على أنه يمكنها العثور عليها مرة أخرى إذا ثبت أهميتها». عندها فقط، «ستكون الرياضيات فعالة عمليًا في جلب المعرفة المتنامية من الذرات إلى الحلول المفيدة للمشكلات المتقدمة في الكيمياء وعلم المعادن وعلم الأحياء».
لتوضيح أهمية هذا المفهوم، ضع في اعتبارك العملية المتضمنة في التسوق «البسيط»: «في كل مرة يجري فيها شحن المبيعات، يوجد عدد من الأشياء التي يجب القيام بها. يجب مراجعة المخزون، ويحتاج البائع إلى الحصول على ائتمان للبيع، والحسابات العامة بحاجة إلى إدخال، والأهم من ذلك، يجب أن يقوم العميل بالدفع». نظرًا إلى ملائمة الجهاز المركزي بالمتجر الذي يدير بسرعة آلافًا من هذه المعاملات، وقد يركز الموظفون على الجوانب الأساسية للقسم، مثل المبيعات والإعلان.
في يومنا هذا، «قدم العلم أسرع اتصال بين الأفراد؛ فقد قدم سجلًا للأفكار، ومكّن الإنسان من التلاعب والحصول على مقتطفات من هذا السجل، إذ تتطور المعرفة وتستمر طوال حياة العرق بدلًا من الفرد». أصبحت التكنولوجيا المتقدمة امتدادًا لقدراتنا، تمامًا مثل كيفية عمل محركات الأقراص الصلبة الخارجية لأجهزة الكمبيوتر، لذا فقد تحتفظ بمزيد من الذاكرة للقيام بمهام أكثر عملية.